# 1. Gardearmee (Rote Armee)
Die 1. Gardearmee (russisch 1-я гвардейская армия) war ein militärischer Großverband der Roten Armee, der im Zweiten Weltkrieg 1942/1943 an der südlichen und 1944 an der mittleren Ostfront eingesetzt wurde. 1945 operierte die Armee in der Slowakei, dann in Mähren und in Böhmen.

## Geschichte

### Erste Formation
Die 1. Garde-Armee wurde Anfang August 1942 aus dem Kommando der 2. Reservearmee gebildet und umfasste zunächst gemäß der Anweisung der Stawka die 37., 38., 39., 40. und 41. Garde-Schützendivision. Diese Divisionen wurden aus Bahnstation Ljubertsi nahe Moskau an den Don-Abschnitt an die südliche Ostfront verlegt. Bis zum 10. August hatten zwei Divisionen und das Hauptquartier der Armee die Entladestationen in Frolowje und Ilowlja erreicht, zwei weitere Divisionen waren unterwegs und die 41. Garde-Division wurde gerade in Ljubertsi verladen. Am Morgen des 11. August wurden die Truppen in den Raum Stalingrad verbracht und an Flüssen Rossoschka und Tscherwlenaja und bei Zapadnowka und Boreslawski versammelt. Der nahe Don-Brückenkopf zwischen Kletskaja und Bolschenabatowski wurde von der 4. Panzerarmee verteidigt, die 21. und 63. Armee operierten rechts und die 62. Armee links davon. Das Hauptquartier der 1. Gardearmee wurde an der Bahnstation Ilowlja und nördlich davon untergebracht, wo bis zum Abend des 13. August wurden die 39. und 40. Garde-Schützendivision unter den Generalmajors S. S. Gurjew und A. I. Pastrewitsch entladen wurden. Bis zum 14. August trafen auch die Staffeln der 37. und 38. Garde-Schützendivision ein. Auf Befehl des Frontkommandanten der Stalingrader Front sollten die 39. und 40. Garde-Schützendivision am Morgen des 16. August zusammen mit der gerade angekommenen 37. Garde-Schützendivision (Generalmajor W. G. Sholudjew) in die Schlacht am Don eingreifen, um die deutsche Offensive zu stoppen und den Brückenkopf an der Don-Schleife halten zu können. Im nördlichen Abschnitt der Fluss-Schleife, bei Schochin und Dubowy wurde die 40. Garde-Division und im südlichen Teil bei Chlebni und Trehostrowskaja wurde die 37. und 39. Garde-Schützendivision versammelt, wobei Einheiten der 4. Panzerarmee abgelöst wurden. Die Reste der von den deutschen Truppen rechts abgedrängten 321., 205. und 343. Schützendivision wurden der 1. Gardearmee angeschlossen. Zudem war die 38. Garde-Schützendivision gerade bei Nowo-Grigorjewskaja am Don eingetroffen, wo sie das linke Fluss-Ufer verteidigen sollte. Generalleutnant K. S. Moskalenko beschloss auf die Linie Perekopskaja - Sirotinskaja vorzugehen. Am 17. August nahmen aber die deutschen 376. und 100. leichten Infanteriedivision die eigene Offensive wieder auf, die in Richtung auf Nowo-Grigorjewskaja erfolgte und bis 14 Uhr die Höhe von 238 und die Dörfer Jablonski und Schochin erstürmte. Ab dem 19. August schwächten die deutschen Angriffe wieder ab und die 38. Garde-Schützendivision (Oberst A. A. Onufrjew) konnte über den Fluss nachgezogen werden.
Am 18. August wurde die 1. Gardearmee der Stalingrader Front (später umbenannt in Donfront) unterstellt. Ab 20. August nahm die 1. Gardearmee an der Gegenoffensive an Don teil, wo fünf Divisionen der 1. Garde- und der 62. Armee direkt gegen die Flanken der deutschen Stoßgruppe operierten und der Brückenkopf am rechten Ufer des Don erweitert und gesichert werden konnte. Bereits am 23. August gingen die deutschen Truppen ihrerseits am linken Don-Ufer wieder in die Offensive über. Die Verteidigungsfront an der Naht zwischen 4. Panzer- und 62. Armee wurde durchbrochen. Jetzt befahl das Hauptquartier der Stalingrader Front, nördlich von Stalingrad mit den Truppen der 1. Gardearmee anzugreifen. Zu diesem Zweck wurde zunächst befohlen, einen Teil der Streitkräfte (38. und 41. Garde-Schützendivision) nach Losnoje zu verlegen. Für diese Kämpfe verfügte die Armee über die 39. Garde-, die 24., 64., 84., 116. und 315. Schützendivision sowie zeitweilig über das 4., 7. und 16. Panzerkorps. 
Am Morgen des 2. September sollte mit der 24. und 66. Armee ein Gegenangriff gegen das deutsche XIV. Panzerkorps starten, das bei Rynok zur Wolga durchgebrochen war und sich der 62. Armee verbinden. Die Streitkräfte der 1. Gardearmee waren nördlich von Stalingrad eingetroffen, darunter die 24., 64., 84. und 315. Schützendivision sowie das 4. und 16. Panzerkorps, welche als Gruppe Kowalenko den Hauptschlag führen sollten. Die 1. Gardearmee sollte in Richtung Kotluban, Samofalowka und Gumrak angreifen. Am 3. September um 7:30 Uhr morgens gingen die Truppen an der Kuzmichi-Front - Höhe 139,7 in die Offensive - mit der Aufgabe, die deutsche Front zu durchbrechen und sich mit Teilen der 62. Armee zu vereinigen. Der Offensive ging eine halbstündige Artillerievorbereitung voraus, der Angriff war zu schwach und ergab nicht den gewünschten Effekt. Am 4. September griffen auch die Truppen der benachbarten 24. und 66. Armee an. Der erste Stoß wurde rechts von der 1. Gardearmee angesetzt und der zweite links davon. Die Truppen der 1. Gardearmee sollten in der Nacht des 4. September auf der linken Seite des Suchoi Mechetka-Kanals angreifen, wo sich auch die zweite Staffel der 38. Garde-Schützendivision (Oberst A. A. Onufrjew) befand, die zusammen mit dem 4. Panzerkorps (Generalleutnant W. A. Mischulin) angriff, wobei in der Mitte die 84. Schützen-Division (Generalmajor P.I. Fomenko) unterstützte. Der Angriff erfolgte am 5. September um 6:30 Uhr nach einem halbstündigen Artillerie-Angriff auf die deutschen Stellungen. Die 1. Gardearmee hatte in Zusammenarbeit mit der 24. Armee an der Frontnaht bei Basargin vorzugehen und dann die Linie Novy Put - Werchne-Tsaripinsiy zu erreichen. Der 4. Panzerarmee hatte mit der linken Flanke in Richtung Wertjachi vorzurücken, den Feind über den Don zurückzuwerfen und Marinowka zu erreichen; die 24. Armee sollte in Richtung Karpowka angreifen. Schließlich wurde die 66. Armee mit dem Angriff in Richtung Orlowka betraut um die deutsche Gruppierung, die zur Wolga durchgebrochen war, abzuschneiden. Bei der Vorbereitung der neuen Offensive wurde die Zusammensetzung der 1. Gardearmee fast vollständig erneuert: Von den vorher zugeteilten Verbänden blieben nur das 4., 7. und 16. Panzerkorps übrig, welche ihre materiellen Verluste teilweise wieder aufgefüllt hatten. 
Armeegliederung am 15. September 1942
- 173., 207., 221., 258., 260., 292., 308. und die 316. Schützendivision
- 4., 7. und 16. Panzerkorps
- Die  Schützendivisionen standen unter den Kommandeuren A. A. Onufrjew, S. S. Gurjew, A. I. Pastrewitsch, N. P. Iwanow, M. L. Pesochin, V. D. Khochlow, L. N. Gurtjew, N. E. Zubarew und die Panzerkorps führten die Generale J. G. Puschkin, A. G. Krawtschenko, P. A. Rotmistrow und A. M. Chasin.

Die 1. Gardearmee lenkte mit anderen Verbänden der Stalingrader Front einen bedeutenden Teil der deutschen Streitkräfte ab, ein Umstand, welcher der 62. Armee die Verteidigung von Stalingrad erleichterte. Bis zum 23. September verlagerte die Armee den Schwerpunkt auf die rechte Flanke, aber auch dort konnte der Durchbruch der deutschen Verteidigung nicht erreicht werden. Am 16. Oktober 1942 wurde die Armee in die Reserve des Hauptquartiers zurückgezogen, alle unterstellten Divisionen wurden an die 24. Armee überstellt und am 25. Oktober wurde das Armeekommando aufgelöst und zur Bildung des Kommandos der neuen Formation der Südwestfront herangezogen.

### Zweite Formation
Im Juli 1942 erhielt General W. I. Kusnezow das Kommando über die 63. Armee, die sich bei der Gegenoffensive am Don-Abschnitt bewährte. Am 5. November 1942 wurde die 63. Armee gemäß der Anweisung der Stawka vom 1. November 1942 in 1. Gardearmee umbenannt, Generalleutnant Leljuschenko unterstellt und blieb Teil der Südwestfront. 
Armeegliederung am 19. November 1942
- 1., 153., 197. Schützendivision
- 266. und 278. Schützendivision
- 1. Garde-mechanische Korps (1., 2. und 3. Garde-mech. Brigade), Generalmajor Iwan Nikitisch Russjanow

Die Armee nahm an der Operation Uranus teil, welche zur Einschließung der deutschen 6. Armee im Kessel von Stalingrad führte. Am rechten Flügel der 1. Gardearmee fungierte die 5. Panzerarmee als Stoßgruppe der nördlichen Angriffskeiles. Am 5. Dezember 1942 wurde die 1. Gardearmee in 3. Gardearmee umbenannt, welche sich dann an der Gegenoffensive der 3. Panzerarmee am Mittleren Don gegen die italienische 8. Armee beteiligte.

### Dritte Formation
Die dritte Formation der 1. Gardearmee wurde am 5. Dezember 1942 aus dem Kommando der 4. Reservearmee gebildet, den Oberbefehl erhielt Generalleutnant Wassili Iwanowitsch Kusnezow.
Die Armee war Teil der Südwestfront und wurde während der sowjetischen Gegenoffensive im Raum nordwestlich von Stalingrad bei der Operation Saturn eingesetzt. 
Einheiten der deutschen 3. Gebirgs-Division wurden im Raum Millerowo eingeschlossen und kämpften drei Wochen lang gegen das sowjetische 18. Panzerkorps und 6. Garde-Schützenkorps. 
Armeegliederung Anfang Januar 1943
- 4. Garde-Schützenkorps (35., 41. Garde- und 195. Schützen-Division)
- 6. Garde-Schützenkorps (38., 44. und 58. Garde-Schützen-Division)
- 153. Schützendivision
- 17. Panzerkorps (66., 67. und 174. Panzerbrigade, 31. mot. Schützenbrigade)
- 18. Panzerkorps (110., 170. und 181. Panzerbrigade, 32. mot. Schützenbrigade)
- 9. Artilleriedivision
- 40. und 42. Garde-Artillerie-Regiment

Ende Januar 1943 griff die 1. Gardearmee im Zusammenwirken mit der 6. Armee während der Woroschilowgrader Operation im Donbass-Gebiet an. Nach dem Durchbruch der deutschen Front durch die Schützenformationen sollte der Eintritt der mobilen Panzergruppe Popow am rechten Flügel der Südwestfront erfolgen und nach Westen und Südwesten vorrücken. Die im Raum Starobelsk antretende Panzergruppe Popow wurde beauftragt den deutschen Rückzug im Donbass zu unterbrechen und die deutschen Widerstandsknoten Kramatorsk, Krasnoarmeiskoje und Konstantinowka zu nehmen und damit zum raschen Vormarsch der Truppen der Südwestfront beizutragen. Während des 15. und 16. Februar begannen die 41. Garde- und die 244. Schützendivisionen die Städte Slawjansk, Barwenkowo und Losowaja von Norden her zu umgehen. In der Morgendämmerung des 17. Februar drangen Einheiten der 35. Garde-Schützendivision in Pawlograd ein. 
Die 1. Gardearmee nahm im Sommer an der Isjum-Barwenkower Operation (17. bis 27. Juli 1943) und ab August–September an der Befreiung des linken Ufers des Dnjepr teil. 
Armeegliederung am 15. Juli 1943
- 6. Garde-Schützenkorps, Oberst Iwan Prokofjewitsch Alferow (57. Garde-, 53. und 195. Schützen-Division)
- 33. Schützenkorps, Generalmajor Michail Borisowitsch Anischkin, ab 14. Juli General A. I. Semenow (50., 230. und 243. Schützendivision; 253. Schützenbrigade)
- 44. und 60. Garde-Schützen-Division
- 7. Artillerie-Division

An der Großoffensive am Donez vom 17. Juli führte neben der 1. auch die 8. Gardearmee den Hauptschlag, die 3. Gardearmee hatte durch den Vorstoß in Richtung der Stadt Artjomowsk zu unterstützen. Außerdem waren Einheiten der 12. Armee (Generalmajor A. I. Danilow) an der Operation beteiligt. Der Sewerski Donez wurde überquert und mehrere Brückenköpfen am anderen Ufer gebildet. Einheiten der deutschen 1. Panzerarmee zogen am zweiten Tag der Kämpfe drei Panzerdivisionen aus der Reserve nach vorn. Die Kämpfe dauerten 10 Tage, die beiden Gardearmee konnte die zugewiesenen Aufgaben nicht erreichen, das sowjetische Kommando beschloss die Brückenköpfe zu erweitern und zu vereinen. Einheiten der 1. und 8. Gardearmee konnten Gelände in einer Breite bis zu 30 Kilometer entlang der Front und bis 12 Kilometer Tiefe besetzen, die Angriffe der 3. Gardearmee blieben erfolglos.
Im Oktober 1943 wurde das Hauptquartier der Armee, nachdem die unterstellten Truppen der 46. Armee zugeteilt wurden, in den Raum Konotop, östlich von Kiew, versetzt. Am 20. Oktober 1943 wurde die 1. Gardearmee der 3. Ukrainischen Front unterstellt und am 25. Oktober in die Reserve der Stawka zurückgezogen und am 12. November der 1. Ukrainische Front überstellt, wobei sie das 74., 94. und 107. Schützenkorps unterstellt bekam. Von November bis Dezember beteiligten sich die Truppen der 1. Gardearmee an der Abwehr der deutschen Gegenoffensive auf Kiew und ab dem 24. Dezember an der Schitomir-Berditschewer Operation. Ende Februar 1944 wurde die Armee südöstlich von Schepetowka eingesetzt, wo sie von März bis April einen Hauptangriff der Front in der Proskurow-Czernowitzer Operation anführte, wodurch sich die Einkreisung der deutschen 1. Panzerarmee im Raum Kamenez-Podolsk vollzog.
Armeegliederung am 1. Juli 1944
- 18. Garde-Schützenkorps, Generalmajor Iwan Michailowitsch Afonin (151., 161., 237. und 395. Schützendivision)
- 30. Schützenkorps, Generalmajor Grigori Semjonowitsch Lazko (129. Garde-, 30. und 141. Schützendivision)
- 47. Schützenkorps, Generalmajor Dmitri Iwanonowitsch Kislitzyn (280. und 309. Schützendivision)
- 74. Schützenkorps, Generalmajor Viktor Pawlowitsch Jankowski (147., 155. und 276. Schützendivision)
- 107. Schützenkorps, Generalmajor Dmitri Wassiljewitsch Gordejew (127., 167. und 304. Schützendivision)
- 4. Garde-Panzerkorps, Generalleutnant Pavel Pawlowitsch Poljubarow (12., 13. und 14. Garde-Panzerbrigade, 3. mech. Garde-Schützenbrigade)

Von Juli bis August 1944 nahmen die Truppen an der Lwiw-Sandomierz-Operation teil, wobei am 27. Juli Stanislaw befreit werden konnte. Am 5. August wurde die 1. Gardearmee der 4. Ukrainische Front überstellt und nahm von September bis Oktober 1944 an der Ostkarpatischen Operation teil.
Beiderseits von Sanok eröffnete die 1. Gardearmee den Angriff über den San gegen die Stellungen der deutschen 96. Infanterie-Division. Am 9. September griff das 107. Schützenkorps (Generalleutnant D. W Gordejew) in die Kämpfe ein und sollte in Richtung Komańcza durchbrechen um die Verbindung mit der benachbarten 38. Armee herstellen. Es standen 3 Schützenkorps (18. Garde- und 30. und 107.) mit 8 Divisionen (12. Garde - 155., 167., 30., 141., 276., 151., 161. und 129. Schützendivision) im Angriff, das 11. Schützenkorps und 3. Gebirgs-Schützenkorps bildeten die Reserve. Weil jetzt gegenüber der 1. Gardearmee 4 deutsche Divisionen (96., 168. und 254. Infanterie- und 101. Jäger-Division) sowie 2 ungarische Divisionen (6. und 13. Division) konzentriert waren, unterstützte südlicher die Gruppe Gastilowitsch der 18. Armee mit starken Flankenangriffen. Am 19. September wurde beim Angriff auf Baligród auch das 3. Gebirgs-Schützenkorps (Generalmajor A. I. Wedenin) in die Schlacht eingeführt. Am 26. September erstürmte das 95. Schützenkorps (Generalmajor I. I. Melnikow) mit der 24. Schützen-Division (Generalmajor Fjodor A. Prochorow) Turka, umging die ungarischen Stellungen bei Bereszna und drang bis 29. September in den Bezirk Hommona durch.

### Armeegliederung im Januar 1945
3. Gebirgs-Schützenkorps, Generalmajor Andrei Jakowljewitsch Wedenin
- 128. Schützen-Division, Oberst Ephraim Ignatjewitsch Dolgow
- 242. Schützen-Division, Generalmajor W. B. Lisinow
- 318. Schützen-Division, Generalmajor Wassili F. Gladkow

107. Schützenkorps, Generalleutnant Dmitri Wassiljewitsch Gordejew
- 161. Schützen-Division, Oberst Nikolai Moisewitsch Gerschewitsch
- 167. Schützen-Division, Oberst Iwan Dmitriwitsch Drjachlow
- 271. Schützen-Division, Oberst Iwan Fedorowitsch Chomitsch
- 276. Schützen-Division, Generalmajor Pjotr Maxsimowitsch Beschko

Am 18. Januar 1945 eröffnete die 1. Gardearmee bei der Westkarpatischen Operation im Zusammenwirken mit der 38. Armee die Offensive gegen das deutsche XI. Armeekorps über den Ondava-Abschnitt. Die Front der im Raum 25 km südlich von Jasło zwischen Polany und südlich Stropkov eingesetzten deutschen 253. Infanterie-Division wurde vom 11. und 107. Schützen-Korps aufgerissen. Die deutschen Truppen wurde etwa 22 km zurückgedrängt und am nächsten Tag wurde Prešov (Eperjes) eingenommen.
Die Armee erreichte im Frühjahr 1945 den Raum um Mährisch-Ostrau und beteiligte sich im Mai noch an der Prager Operation. Die 1. Gardearmee wurde im August 1945 aufgelöst.

## Unterstellungen
- Stalingrader Front, 18. August – 28. September 1942
- Don Front, 28. September – 15. Oktober 1942
- Stawka-Reserve, 16. Oktober – 5. Dezember 1942
- Südwestfront, 5. Dezember 1942 – 19. Oktober 1943
- 3. Ukrainische Front, 20. – 25. Oktober 1943
- Stawka-Reserve, 26. Oktober – 12. Dezember 1943
- 1. Ukrainische Front, 12. Dezember 1943 – 4. August 1944
- 4. Ukrainische Front, 5. August 1944 – 9. Mai 1945

## Führung
Oberbefehlshaber
- Generalmajor Filipp Iwanowitsch Golikow, 31. Juli – 9. August 1942
- Generalmajor Kirill Semjonowitsch Moskalenko, 9. August – 28. September 1942
- Generalmajor Iwan Michailowitsch Tschistjakow, 28. September – 14. Oktober 1942
- Generalleutnant Dmitri Danilowitsch Leljuschenko 1. November – 5. Dezember 1942
- Generalleutnant/Generaloberst Wassili Iwanowitsch Kusnezow, 5. Dezember 1942 – 15. Dezember 1943
- Generalleutnant/Generaloberst Andrei Antonowitsch Gretschko, 15. Dezember 1943 – 9. Mai 1945

Stabschefs
- Oberst S. P. Iwanow, August – Oktober 1942
- Generalmajor I. P. Krupennikow, November – Dezember 1942
- Iwan Timofejewitsch Schljomin, Dezember 1942 – Januar 1943
- Wassili Wassiljewitsch Panjuchow, Januar 1943 – Januar 1944
- Georgi Iwanowitsch Chetagurow, Januar 1944 – April 1944
- Alexander Grigorjewitsch Batunin, April 1944 – Mai 1945

Mitglieder des Kriegsrats
- Divisionskommissar N. W. Abramow, August – Oktober 1942
- Brigadierkommissar I. Kolesnitschenko, November – Dezember 1942
- Iwan Dmitrijewitsch Rybinski, Dezember 1942 – August 1943
- Iwan Wassiljewitsch Wassiljew, August 1943 – August 1944
- Michail Wladimirowitsch Schewjakow, August 1944
- Konstantin Petrowitsch Isajew, August 1944 – Mai 1945